# 112 (رقم هاتف الطوارئ)
112 هو رقم هاتف شائع للطوارئ يمكن الاتصال به مجانا من معظم الهواتف المحمولة، وفي بعض البلدان، من الهواتف الثابتة للوصول إلى خدمات الطوارئ (الإسعاف والإطفاء والإنقاذ والشرطة).

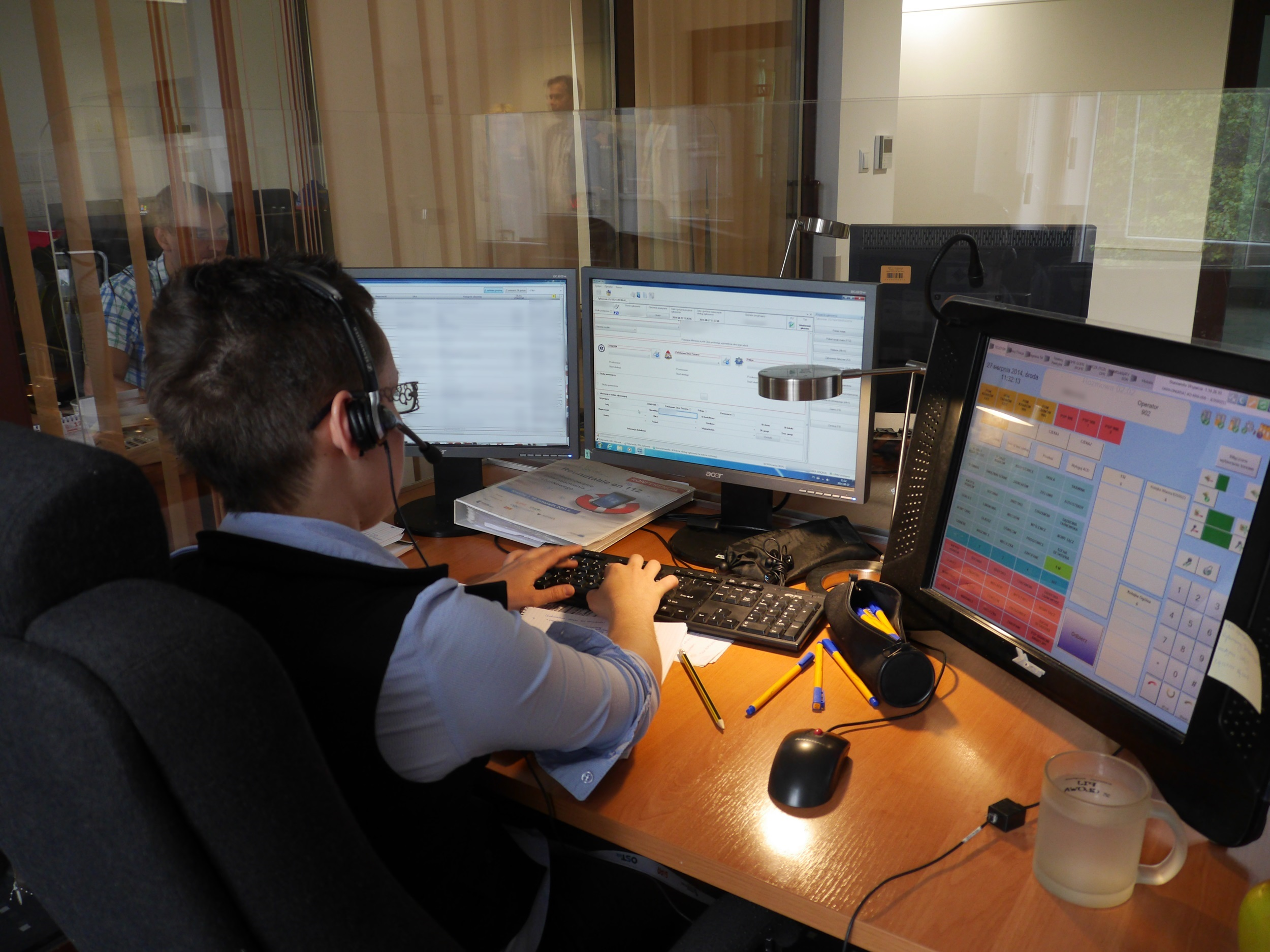
عامل هاتف يستجيب لمكالمة هاتفية 112

112 هو جزء من معيار GSM وجميع الهواتف المتوافقة مع GSM قادرة على الاتصال بالرقم 112 حتى عند قفله أو، في بعض البلدان، بدون وجود بطاقة SIM. وهو أيضا رقم الطوارئ المشترك في جميع الدول الأعضاء في الاتحاد الأوروبي تقريبا بالإضافة إلى العديد من البلدان الأخرى في أوروبا والعالم. غالبا ما يتوفر الرقم 112 إلى جانب الأرقام الأخرى المستخدمة تقليديا في بلد معين للوصول إلى خدمات الطوارئ. في بعض البلدان، لا يتم توصيل المكالمات إلى الرقم 112 مباشرة ولكن يتم إعادة توجيهها بواسطة شبكة GSM إلى أرقام الطوارئ المحلية (على سبيل المثال، 911 في أمريكا الشمالية، و999 في المملكة المتحدة وهونغ كونغ، و000 في أستراليا).